# Едвард Сіммонс
Едвард Сіммонс (англ. Edward Emerson Simmons; 27 жовтня 1852, Конкорд — 17 листопада 1931, Балтимор) — американський художник-імпресіоніст. Був одним з Десяти американських художників, які в 1897 році відокремилися від Товариства американських художників. Відомий як автор багатьох фресок.

## Біографія
Народився 27 жовтня 1852 року в місті Конкорд, штат Массачусетс, в сім'ї державного чиновника.
У 1874 році закінчив Гарвардський коледж. Потім навчався мистецтву в паризькій Академії Жуліана, бувши учнем Гюстава Буланже і Жюля Лефевра. У 1894 році був вшанований нагородою товариства Municipal Art Society[en] за серію фресок в будівлі Criminal Courthouse на Мангеттені (кримінальне відділення New York County Courthouse[en]). Пізніше Сіммонс прикрашав нью-йоркський готель Волдорф-Асторія, бібліотеку Конгресу в Вашингтоні і Капітолій штату Міннесота в місті Сент-Пол.
У 1914 році він побував з художником Чайльдом Хассамом в місті Підмонт, штат Аризона, для знайомства з роботами каліфорнійського художника Xavier Martínez[en] в його робочій студії.
Сіммонс вважався художником Американського ренесансу, рух, який виник після Громадянської війни в США.
У 1922 році він опублікував власну автобіографію.
Помер 17 листопада 1931 року в Балтиморі, штат Меріленд.

## Галерея

Деякі праці
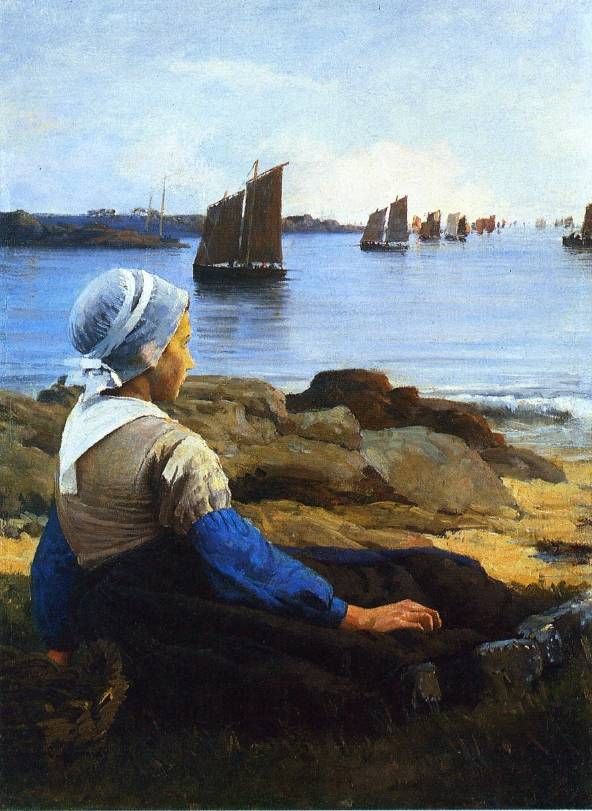
Чекаючи його повернення.
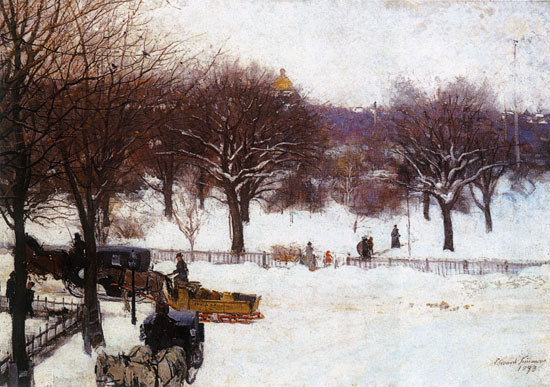
Міський сад. Бостон .
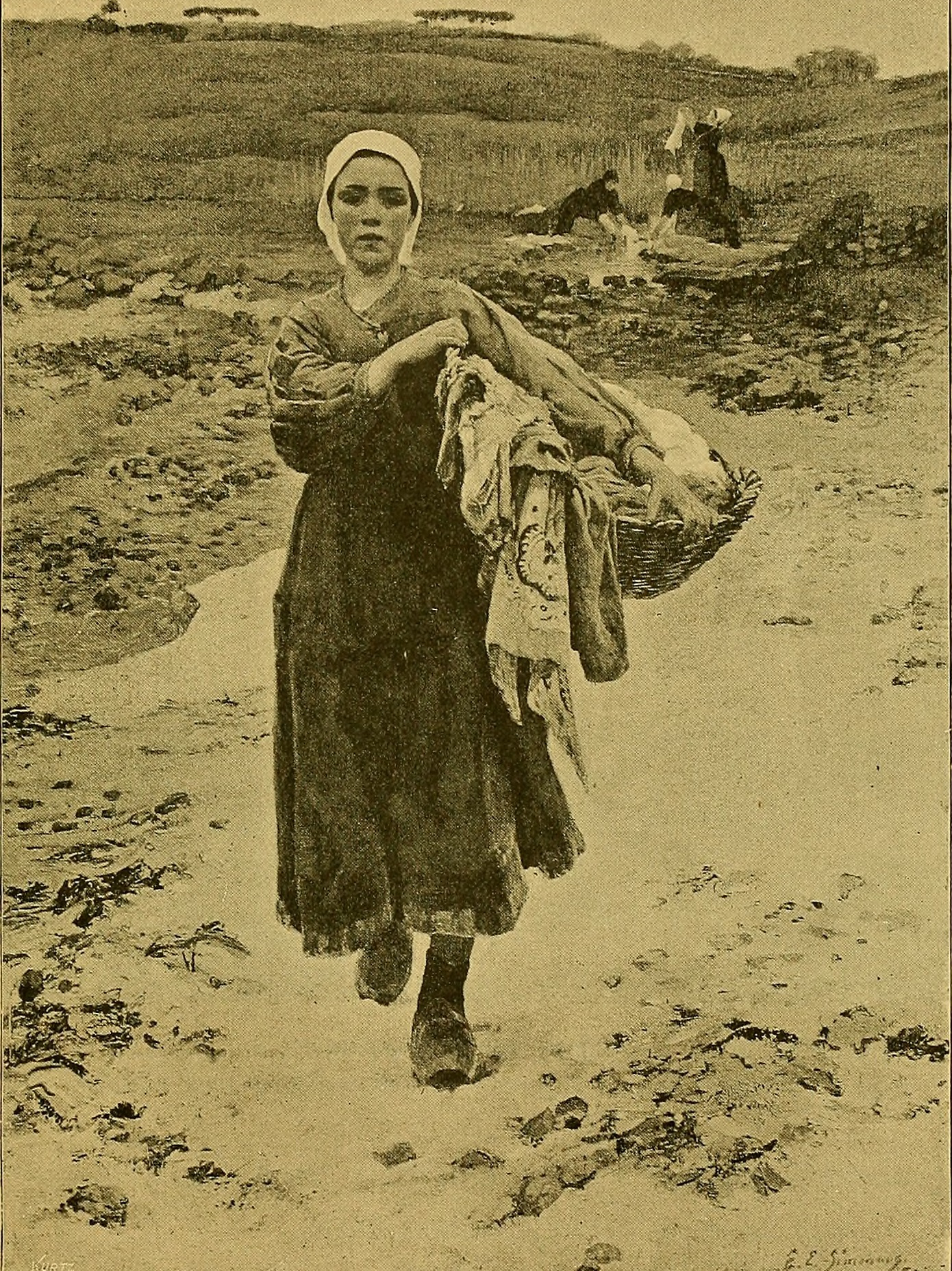
Повернення додому.
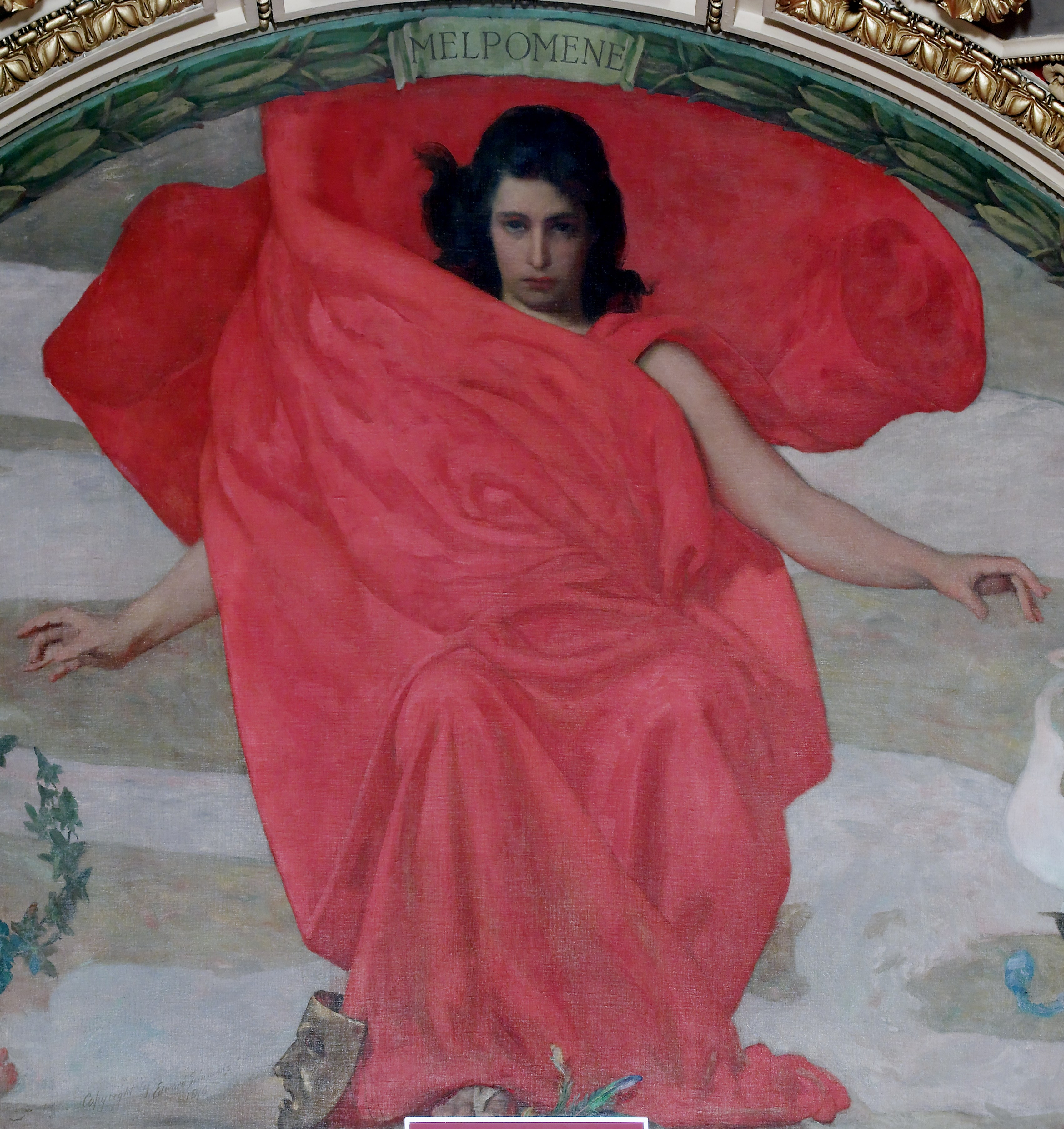
Мельпомена .
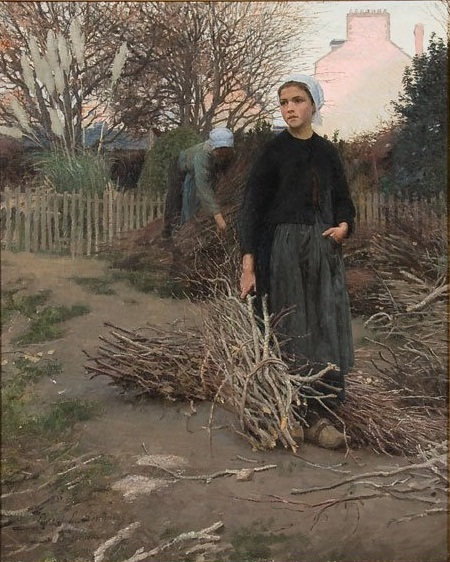
В'язанки хмизу.
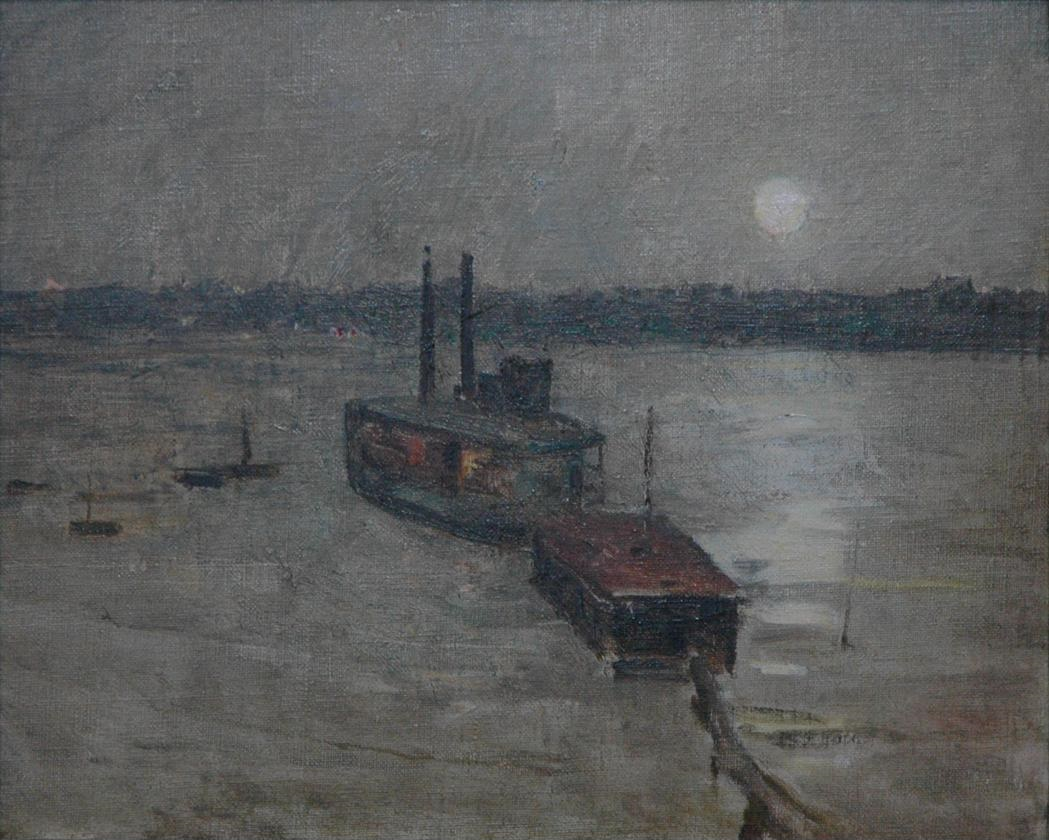
Нью-йоркський паром.